# Schefflera maduraiensis
Schefflera maduraiensis är en araliaväxtart som beskrevs av K.Ravik. och V.Lakshm. Schefflera maduraiensis ingår i släktet Schefflera och familjen araliaväxter. Inga underarter finns listade.